# Рэнкин, Аманда
Аманда Рэнкин (англ. Amanda Rankin; 22 октября 1976, Мэриборо) — австралийская гребчиха-байдарочница, выступала за сборную Австралии в первой половине 2000-х годов. Участница летних Олимпийских игр в Афинах, обладательница бронзовой медали чемпионата мира, победительница многих регат национального и международного значения.

## Биография
Аманда Рэнкин родилась 22 октября 1976 года в городе Мэриборо, штат Квинсленд. Активно заниматься греблей на байдарках начала с раннего детства, проходила подготовку в спортивном клубе Gold Coast Canoe/Kayak Club.
Первого серьёзного успеха на взрослом международном уровне добилась в 2003 году, когда попала в основной состав австралийской национальной сборной и побывала на чемпионате мира в американском Гейнсвилле, откуда привезла награду бронзового достоинства, выигранную в зачёте четырёхместных байдарок на дистанции 1000 метров — в финале её опередили только экипажи из Венгрии и Украины.
Благодаря череде удачных выступлений удостоилась права защищать честь страны на летних Олимпийских играх 2004 года в Афинах — в одиночках на пятистах метра сумела дойти лишь до стадии полуфиналов, где финишировала восьмой, тогда как в четвёрках совместно с Лизой Олденхоф, Шанталь Мик и Кейт Баркли на дистанции 500 метров добралась до финальной стадии турнира, однако в решающем заезде финишировала лишь шестой, немного не дотянув до призовых позиций. Вскоре по окончании этих соревнований приняла решение завершить карьеру профессиональной спортсменки, уступив место в сборной молодым австралийский гребчихам.